# Onthophagus orphnoides
Onthophagus orphnoides là một loài bọ cánh cứng trong họ Bọ hung (Scarabaeidae).